# Playing the Fool
Playing the Fool - The Official Live ist das erste Livealbum der britischen Progressive-Rock-Band Gentle Giant. Es wurde 1977 als Doppelalbum auf Chrysalis Records und in den USA und Kanada auf Capitol Records veröffentlicht.
Das Album enthält Liveversionen von Songs aus allen bisherigen Studioalben der Band, mit Ausnahme vom Album Acquiring the Taste, aus dessen Titelsong lediglich ein Abschnitt in Excerpts from Octopus enthalten ist. Wie bei Konzerten von Gentle Giant üblich, wurden viele Titel gegenüber ihren Studioversionen völlig neu arrangiert und in einigen Fällen zu Medleys zusammengefügt, die wiederum Instrumentalvariationen oder Zitate anderer Titel enthalten, die auf den Originalcovern nicht immer ausführlich genannt werden. Die Titel des Albums wurden zwischen September und Oktober 1976 auf der Europatournee von Gentle Giant bei Konzerten in Brüssel, Düsseldorf, München und Paris mitgeschnitten.
Die ursprünglich in Großbritannien aufgelegten Langspielplatten enthielten ein 12-seitiges Booklet, das in keiner der späteren CD-Ausgaben reproduziert wurde.
Die 35th Anniversary Re-Release Edition CD-Edition enthält eine kurze Instrumentalversion des Jazzstandards Sweet Georgia Brown mit Geige, Akustikgitarre und Schlagzeug.

## Titelliste
Wenn nicht anders angegeben, wurden alle Titel von Kerry Minnear, Derek Shulman, und Ray Shulman geschrieben.
| Nr. | Titel                      | Bemerkung                      | Länge |
| --- | -------------------------- | ------------------------------ | ----- |
| 1.  | Just the Same/Proclamation | Düsseldorf, 23. September 1976 | 11:13 |
| 2.  | On Reflection              | Düsseldorf, 23. September 1976 | 6:20  |

| Nr. | Titel | Autor(en)                                         | Bemerkung                   | Länge |
| --- | --- | ------------------------------------------------- | --------------------------- | ----- |
| 3.  | Excerpts from Octopus (The Boys in the Band/Raconteur Troubadour/Acquiring the Taste/Knots/Organ Bridge/The Advent of Panurge) | Minnear, Derek Shulman, Ray Shulman, Phil Shulman | Paris, 5. Oktober 1976      | 15:35 |
| 4.  | Funny Ways | Minnear, Derek Shulman, Ray Shulman, Phil Shulman | München, 25. September 1976 | 8:35  |

| Nr. | Titel                  | Bemerkung              | Länge |
| --- | ---------------------- | ---------------------- | ----- |
| 5.  | The Runaway/Experience | Paris, 5. Oktober 1976 | 9:31  |
| 6.  | So Sincere             | Paris, 5. Oktober 1976 | 10:22 |

| Nr. | Titel                         | Autor(en)                                             | Bemerkung                | Länge |
| --- | ----------------------------- | ----------------------------------------------------- | ------------------------ | ----- |
| 7.  | Free Hand                     |                                                       | Brüssel, 7. Oktober 1976 | 7:40  |
| 8.  | Sweet Georgia Brown           | Ben Bernie, Maceo Pinkard                             | Brüssel, 7. Oktober 1976 | 1:15  |
| 9.  | Peel the Paint/I Lost My Head | Minnear, Shulman, Shulman, Shulman („Peel the Paint“) | Paris, 5. Oktober 1976   | 7:35  |

### 35th Anniversary Re-Release Edition
| Nr.          | Titel                    | Länge |
| ------------ | ------------------------ | ----- |
| 1.           | Just the Same            | 5:57  |
| 2.           | Proclamation/Valedictory | 5:18  |
| 3.           | On Reflection            | 6:20  |
| 4.           | Excerpts from Octopus    | 15:39 |
| 5.           | Funny Ways               | 8:30  |
| Gesamtlänge: | Gesamtlänge:             | 41:44 |

| Nr.          | Titel                         | Länge |
| ------------ | ----------------------------- | ----- |
| 6.           | The Runaway                   | 3:56  |
| 7.           | Experience                    | 5:36  |
| 8.           | So Sincere                    | 10:20 |
| 9.           | Free Hand                     | 7:40  |
| 10.          | Sweet Georgia Brown           | 1:21  |
| 11.          | Peel the Paint/I Lost My Head | 7:32  |
| Gesamtlänge: | Gesamtlänge:                  | 36:25 |

Die Titellisten und Laufzeiten einiger Veröffentlichungen sind abweichend.

## Besetzung
- Gary Green – E-Gitarre, Akustikgitarre, Sechssaitige Gitarre, Zwölfsaitige Gitarre, Begleitgesang, Altblockflöte, Sopranblockflöte. Perkussion
- Kerry Minnear – E-Piano, Begleitgesang, Clavinet, Hammondorgel, Moog-Synthesizer, Cello, Vibraphon, Tenorblockflöte, Perkussion
- Derek Shulman – Gesang, Altsaxophon, Sopranblockflöte, Bassgitarre, Perkussion
- Ray Shulman – E-Bass, Begleitgesang, Violine, Akustikgitarre, Sopranblockflöte, Trompete, Perkussion
- John Weathers – Schlagzeug, Begleitgesang, Vibraphon, Tamburin, Perkussion

### Technik
- Gentle Giant – Produktion
- Paul Northfield – Tontechnik
- Ken Thomas – Tontechnikassistenz
- David Zammit – Live-Audioabmischung
- Geoff Allman – Schallplattenhüllen-Design
- Murray Carden – Schallplattenhüllen-Design

## Rezeption

### Rezensionen
Playing the Fool wurde von internationalen Kritikern sehr positiv aufgenommen. Während Bruce Eder auf AllMusic nur 3/5 Punkten vergibt, erhält es dort von 153 Usern mehr als 4/5 Punkten. Auf dem deutschsprachigen Progressive-Rock-Musikportal Babyblaue Seiten erhält es zweimal 14/15 und einmal die Maximalpunktzahl von 15 Sternen. Udo Gerhards konstatiert: „Diese CD kann jedem als grandioses Dokument der kompositorischen und instrumentalen Meisterschaft dieser sowohl kräftig rockenden als auch versponnen intimen Band empfohlen werden.“ Und Horst Straske schreibt dort: „Gentle Giant setzten mit dem Livealbum Playing The Fool ihrer klassischen Phase im Jahr 1977 ein feierliches Ende und bringen angesichts der dort ausgelebten Virtuosität auch Jahrzehnte später noch die Hörerschaft ins Schwärmen.“ Und es scheint ihm: „kaum möglich, solch komplexe Harmonien wie im Fall des wahnwitzigen Medleys aus dem Album "Octopus" in solch einer detailverliebten Manier live umzusetzen. ... Eine musikalische Sternstunde!“ Ebenso erhielt es von Rezensent Pete Pardo 2006 auf dem Musikportal Sea Of Tranquility volle Punktzahl und lobt es als Highlight vom Anfang bis zum Ende "(engl. „Highlights? Well, the entire album is just wonderful from start to finish.“), und er führt aus dass, seiner Ansicht nach, mit der 35-Jahres-Juibiläumsausgabe eines der besten Livealben noch besser geworden ist.

### Charterfolge
Playing The Fool - The Official Live erreichte Rang 89 der US Billboard 200.